# Бонапарт, Мария Летиция
Мария Летиция Бонапарт (Marie Laetitia Eugénie Catherine Adélaïde, 20 ноября 1866 — 25 октября 1926) — французская принцесса из семьи Бонапартов, дочь принца Наполеона Жозефа Бонапарта и его супруги Клотильды Савойской, после брака стала герцогиней Аостской, супругой Амедео, герцога Аостского, бывшего короля Испании.

## Семья и ранняя жизнь
Отцом Марии Летиции был французский принц Наполеон Жозеф, племянник императора французов Наполеона III. Её мать принцесса Клотильда Савойская была дочерью итальянского короля Виктора Эммануила II и его супруги Адельгейды Австрийской. Мария Летиция была двоюродной сестрой королевы Португалии Марии Пии и короля Италии Умберто I.
Принцесса родилась в Париже 20 ноября 1866 года. Своё детство она провела в Париже и Риме вместе с братьями Виктором и Наполеоном-Луи. После падения французской империи семья проживала в Швейцарии.
В юности принцесса отличалась редкой красотой и её часто сравнивали с сёстрами императора Наполеона I.

## Брак
К позднему подростковому возрасту некоторые современники считали Марию Летицию красивой и внешне «настоящей принцессой Бонапарт». 
Во Флоренции Мария Летиция познакомилась со своим двоюродным братом принцем Эммануилом Филибертом Савойским и чуть не вышла замуж. Однако планы изменились, и брак так и не состоялся. Вместо этого Эммануил позже женился на принцессе Елене Орлеанской. В 1886 году прошел слух, что Мария Летиция собирается выйти замуж за своего кузена принца Ролана Бонапарта. Ему было тридцать лет, и он недавно овдовел. Однако из этих слухов ничего не вышло.
Мужем Марии стал её дядя по материнской линии, принц Амедео, герцог Аостский, который был ранее королём Испании. Объявление о помолвке вызвало негодование Папы Римского, который был против брака племянницы и дяди, который был на 22 года старше невесты. Всё же разрешение было получено.
Свадьба состоялась в 1888 году в Королевском дворце в Турине. На церемонии присутствовало много членов семьи Савойя и Бонапартов. Мария Летиция была второй супругой своего мужа. Первая жена принца умерла в 1876 году. Этот брак помог Бонапартам снова поднять свой престиж в Европе.
Супруги проживали в Турине, где у них родился единственный сын Умберто граф Салеми (1889—1918). Её муж умер через год после свадьбы. Мария Летиция больше не выходила замуж. Её сын погиб в боях Первой мировой войны в 1918 году. На протяжении всей оставшейся жизни она поддерживала открытые и скандальные отношения с военным, который был на двадцать лет её моложе. Принцесса умерла 26 октября 1926 года, оставив всё своё имущество своему любовнику.

## Титулы
- 20 ноября 1866 — 11 сентября 1888: Её Императорское Высочество Мария Летиция Бонапарт, принцесса Франции
- 11 сентября 1888 — 18 января 1890: Её Императорское и Королевское Высочество Герцогиня Аостская
- 18 января 1890 — 26 октября 1926: Её Императорское и Королевское Высочество Вдовствующая герцогиня Аостская